# فيليتسيا زيمارمان
فيليتسيا زيمارمان (بالإنجليزية: Felicia Zimmermann) هي مبارزة بالسيف أمريكية، ولدت في 16 أغسطس 1975 في روتشستر في الولايات المتحدة.

## وصلات خارجية
- فيليتسيا زيمارمان على موقع الاتحاد الدولي للمبارزة (الإنجليزية)
- فيليتسيا زيمارمان على موقع أوليمبيديا (الإنجليزية)